# فضيحة تبرعات الاتحاد الديمقراطي المسيحي

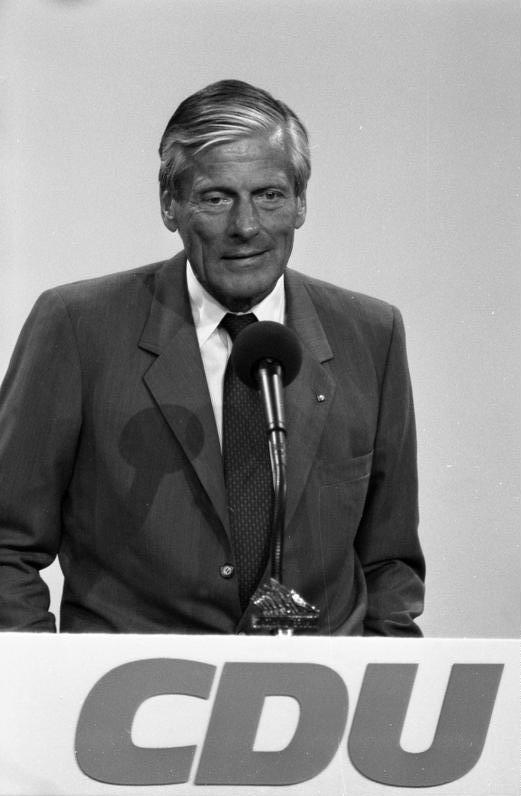
فالتر لايسلر كييب 1989.

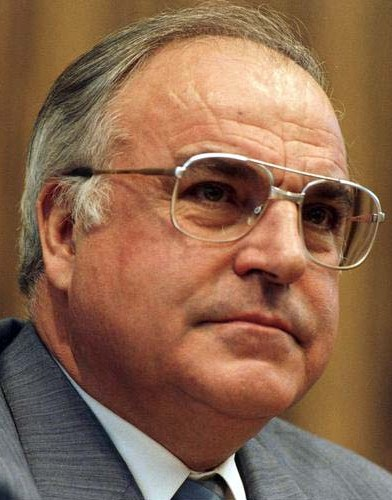
هيلموت كول 1987.

نتجت فضيحة تبرعات الاتحاد الديقراطي المسيحي عن الأشكال غير القانونية للتمويل الحزبي التي استخدمها الاتحاد الديمقراطي المسيحي الألماني (CDU) خلال التسعينيات. وشمل ذلك قبول التبرعات الخفية، وعدم الإفصاح عن التبرعات النقدية، والحفاظ على الحسابات المصرفية السرية، والحوالات المصرفية غير القانونية من وإلى البنوك الأجنبية.
كُشفت الفضيحة في أواخر عام 1999 وبقيت هي الموضوع الرئيسي للنقاش السياسي والتغطية الإخبارية في ألمانيا لعدة أشهر. قامت جمعية اللغة الألمانية [الإنجليزية] باختيار كلمة Schwarzgeldaffäre باعتبارها كلمة العام 2000، (وتعني حرفياً «فضيحة المال الأسود» وتعني أيضاً «فضيحة الأرباح غير القانونية»). تشير استطلاعات الرأي التي قام بها معهد ألينسباخ [الإنجليزية] في تشرين الثاني / نوفمبر 1999 (قبل نشر الفضيحة)، إلى أنه من كان المتوقع أن يفوز الاتحاد الديمقراطي المسيحي بنسبة 45% من الأصوات في انتخابات اتحادية افتراضية. بحلول شباط 2000 انخفضت هذه النسبة إلى 31 في المئة.
وبنتيجة هذه الفضيحة، خسر اثنين من أهم الشخصيات في الثمانينات والتسعينات في الاتحاد الديمقراطي المسيحي نفوذهما السياسي وهما هلموت كول و‌فولفغانغ شويبله خسرا نفوذهما السياسي، ترافق ذلك مع صعود نجم كلاً من أنغيلا ميركل و‌رونالد كوخ كأقوى سياسيين ألمانيين محافظين.

## التسلسل الزمني

### 1999
| التاريخ         | الحدث |
| --------------- | --- |
| 4 تشرين الثاني  | محكمة في آوغسبورغ ترفع مذكرة توقيف بحق فالتر لايسلر كييب [الإنجليزية] (الذي كان يعمل أميناً مالياً للحزب الديمقراطي المسيحي من عام 1972 حتى عام 1992) بسبب اتهامات بالتهرب الضريبي، بعد التحقيق في صفقات تجارية شملت كارل هاينتس شرايبر [الإنجليزية]، وهو تاجر أسلحة ألماني يقيم في كندا. وأُتهم كييب بتلقي 1 مليون مارك ألماني نقداً من شرايبر بدون الكشوفات القانونية الصحيحة. وكان شرايبر مطلوبًا أيضًا من السلطات الألمانية بسبب تهم غير مرتبطة بهذه القضية، لكن جنسيته الكندية المزدوجة منعت تسليمه. |
| 5 تشرين الثاني  | كييب يستسلم للسلطات زبعترف بأنه قد قبل بالفعل الأموال من شرايبر في 26 آب 1991. كان تسليم الأموال في منطقة خدمات الطرق السريعة في سويسرا وكان هورست فايراوخ -مستشار مالي لـ CDU- حاضراً هناك. وأشار كييب بأن الأموال قد تم تسجيلها كتبرع ل CDU. أفرج عن كييب في وقت لاحق بكفالة قدرها 500000 مارك ألماني. |
| 6 تشرين الثاني  | هيلموت كول المستشار السابق لألمانيا (1982-1998) ورئيس الاتحاد الديمقراطي المسيحي (1973-1998) يصرح بأنه ليس لديه أي معرفة بأية إيرادات للCDU تنتهك نظام تمويل الأحزاب الألماني. |
| 8 تشرين الثاني  | فايراوخ يصرح بأن مبلغ مليون مارك ألماني من شرايبر قد وضع في حساب الضمان. أنغيلا ميركل تطالب الأمين العام للحزب الديمقراطي المسيحي آنذاك، بإجراء "تحقيق سريع وشامل" في الفضيحة المُتكشفة. |
| 12 تشرين الثاني | شرايبر يزعم بأنهم لم يعملوا إلا كوسطاء في تحويل الأموال، والذي كان يقصد به في الواقع تمويل حزبي خفي. ورفض هيلموت كول التلميحات بأن الأموال قد نشأت كدفعة مؤقتة من حكومة المملكة العربية السعودية عقب تسليم الدبابات الألمانية الصنع (وهو الاتفاق الذي كان يعتقد أن شرايبر قد أداه لصالح حزب الاتحاد الديمقراطي المسيحي). |
| 23 تشرين الثاني | كييب يختلف في مقابلة تلفزيونية مع تصريح كول من 6 تشرين الثاني ويدعي بأن قيادة CDU قد تم إبلاغها بتحويل الأموال. |
| 26 تشرين الثاني | هاينر غايزلير -الذي عمل كأمين عام للحزب الديمقراطي المسيحي من عام 1977 إلى عام 1989 (عندما خسر هذا المنصب بسبب خلاف مع كول)- يؤكد وجود حسابات مصرفية سرية للحزب. |
| 28 تشرين الثاني | رئيس حزب الاتحاد الديمقراطي المسيحي فولفغانغ شويبله، الحليف المقرب من هيلموت كول، يعطي بياناً صحفياً يؤكد فيه للجمهور أنه سيكون هناك "تحقيق شامل" في الفضيحة. وأكد وجود حسابات الضمان التي يديرها فايراوخ نيابة عن CDU، لكنه يرفض عبارة "الحسابات المصرفية السرية".. |
| 29 تشرين الثاني | مجلة دير شبيغل الألمانية للأخبار تنشر خبرًا تحقيقيًا تكشف فيه النقاب عن أن إيرادات فرع CDU الإقليمي في هسن قد شهدت زيادة كبيرة بين عامي 1989 و 1991، وبلغت ذروتها في عدة ملايين، والتي نسبها الحزب إلى تبرعات مجهولة المصدر. |
| 30 تشرين الثاني | هيلموت كول يقبل تحمل مسؤولية الفضيحة. ويدعي أنه بسبب منصبه البارز في حزب الاتحاد الديمقراطي المسيحي خلال الثمانينيات والتسعينيات كان قد شارك في الشروع في التبرعات السرية للحزب والمنظمات المنتسبة إليه، ويعتذر عن الافتقار إلى الشفافية واحتمال انتهاك القوانين المفروضة على الأحزاب الألمانية. |
| 2 كانون الأول   | البوندستاغ يصوت لصالح إنشاء لجنة تحقيق خاصة في الفضيحة. |
| 16 كانون الأول  | هيلموت كول يعترف في ظهور تلفزيوني بأنه خلال فترة توليه رئاسة الحزب الديمقراطي المسيحي لم يتم تسجيل ما يصل إلى مليوني مارك ألماني. ورفض تسمية المتبرعين، مدعيا أنه ملزم بكلمة شرف للحفاظ على سرية التبرعات. |
| 22 كانون الأول  | صحيفة فرانكفورتر العامة (FAZ) تنشر مقالة رأي بقلم أنغيلا ميركل، تدعو فيها حزبها لقطع العلاقات مع هيلموت كول. منذ عام 1990 أُعتبرت ميركل ربيبة كول، التي رعى ودعم مسيرتها السياسية. أُعتبر مقالها في FAZ على نطاق واسع بمثابة عمل التحرر من كول، مما سمح لها في وقت لاحق أن تصبح شخصية مهيمنة في حزب الاتحاد الديمقراطي المسيحي، وهو تطور بلغ ذروته بانتخابها مستشارة في عام 2005. |
| 31 كانون الأول  | الاتحاد الديمقراطي المسيحي يصدر تقريراً مالياً معدلاً عن عام 1998، يتضمن إيرادات قدرها 2.3 مليون مارك ألماني خلال الفترة 1993-1996، والتي لم يتم حسابها أو تسجيلها سابقا. |

### 2000
| التاريخ         | الحدث |
| --------------- | --- |
| 3 كانون الثاني  | المدعون العامون في بون يشرعون في إجراء تحقيق جنائي ضد هلموت كول، حيث اشتبهوا بقيامه باختلاسات على حساب حزب الاتحاد الديمقراطي المسيحي. |
| 10 كانون الثاني | فولفغانغ شويبله يعترف بأنه في عام 1994 قبل تبرع نقدي بمبلغ 100.000 مارك تم تسليمه من كارل هاينتس شرايبر. ومع ذلك رُفضت روايته الخاصة عن الملابسات الدقيقة من قبل بريغيتة باومايستر [الإنجليزية] الأمينة المالية لحزب الاتحاد الديمقراطي المسيحي.                                          |
| 14 كانون الثاني | مانفريد كانتر الذي شغل منصب رئيس فرع CDU الإقليمي في هيسن من عام 1991 إلى عام 1998، يؤكد وجود حساب مصرفي سري يستخدمه الحزب منذ عام 1983. بحلول عام 2000 كانت هذه الحسابات تحتوي على أصول بقيمة 17 مليون مارك. رونالد كوخ، الذي خلف كانتر، يعد بالتحقيق في الأمر "بشكل صارم إلى أبعد حد". |
| 17 كانون الثاني | المدعون العامون في فيسبادن يشرعون في إجراء تحقيق جنائي ضد شخصيات بارزة في الحزب المسيحي الديمقراطي في هيسن (كانتر وفايراوخ وآخرين)، فيما يتعلق بأدوارهم في الفضيحة. [7] |
| 18 January      | اللجنة التنفيذية للحزب الديمقراطي المسيحي تطالب هيلموت كول بتعليق رئلسته الفخرية للحزب (التي شغلها منذ 1998) حتى يكشف عن أسماء المتبرعين السريين. |
| 27 كانون الثاني | رونالد كوخ يكشف عن عملية غسيل أموال: في عام 1983 تم تحويل مبلغ 18 مليون مارك ألماني من حسابات بنكية سرية خاصة بال CDU في هيسن إلى حساب مجهول في سويسرا ثم أُعيدت مرة أخرى. |
| 30 كانون الثاني | هورست فايراوخ يؤكد نتيجة تحقيق رونالد كوخ، حيث ذكر أن إجمالي المبلغ 20.8 مليون مارك. وكشف فايراوخ أن تصوره لخطة تحويل الأموال هو كوسيلة للتحايل على قانون تمويل الأحزاب الألماني. |
| 15 شباط         | فولفغانغ تييرسه [الإنجليزية] رئيس البوندستاغ، الذي يتعين على الأحزاب الألمانية أن تقدم له كشوفات الحسابات، يُدين الحزب الديمقراطي المسيحي بالتزوير وتجاوزات تمويل الحزب بغرامة قدرها 41 مليون مارك ألماني، وهو القرار الذي طعن فيه الحزب الديمقراطي المسيحي.                              |
| 16 شباط         | بسبب الضغوط المتزايدة بشأن الكشف عن مشاركته في تبرعات شرايبر، ولفغانغ شويبله يستقيل من منصب رئيس الحزب الديمقراطي المسيحي، وكذلك من منصب زعيم المجموعة البرلمانية في البوندستاغ. |
| 10 نيسان        | أنغيلا ميركل تُنتخب رئيسةً جديدةً للحزب الديمقراطي المسيحي. |
| 4 حزيران        | بعد دعوة خاصة لجمع التبرعات، هلموت كول يقوم بتحويل أكثر من 8 ملايين مارك إلى الاتحاد الديمقراطي المسيحي كتعويض عن الأضرار الناجمة عن الفضيحة. |
| تشرين الأول     | الكشف عن أن الأموال التي سلمها كارل هاينتس شرايبر [الإنجليزية] إلى فالتر لايسلر كييب [الإنجليزية] في عام 1991 (والتي تسببت في الفضيحة بأكملها) نشأت بالفعل في صندوق أموال أسود أنشأته شركة Thyssen AG في علاقة مع صفقة تصدير دبابات إلى المملكة العربية السعودية.                        |
| 1 كانون الأول   | فرض غرامة ثانية على حزب الاتحاد الديمقراطي المسيحي من قبل فولفغانغ تييرسه [الإنجليزية] بسبب التبرعات الحزب التي تم احتسابها بشكل غير صحيح، وهذه المرة وصلت إلى 7.79 مليون مارك. |